# Neotamias umbrinus
Neotamias umbrinus es una especie de roedor de la familia Sciuridae, endémica de los Estados Unidos.

## Hábitat
Prefiere vivir en zonas  subalpinas, bosques y come semillas y frutas. Viven en los árboles dispersos, arbustos y rocas.